# Maylaffayza
Maylaffayza Permata Fitri Wiguna (10 de julio de 1976), conocida artísticamente como Maylaffayza, es una cantante de género pop y violinista indonesia. A menudo se la conoce como Maylaf o Fayza, o simplemente Fay. Ella adquirió sus habilidades de canto junto a Bertha, una cantante de jazz de Indonesia, mientras el violinista Idris Sardi fue su profesor de música. Tiene una gran experiencia como músico, tanto en el escenario como en el estudio, junto con otros artistas locales. Se dice que es amiga íntima de Alvin Lubis, Kikan Namara y algunos otros músicos que asistieron a la misma escuela secundaria. Su primer álbum fue lanzado en enero de 2008.